# Michael Thamm
Michael Thamm (* 28. April 1963 in Dresden) ist ein deutscher Betriebswirt. Er war vom 1. Juli 2012 bis April 2023 CEO des italienischen Kreuzfahrtunternehmens Costa Crociere.

## Werdegang
Thamm studierte Betriebswirtschaft mit dem Schwerpunkt Schifffahrt. 1985 begann er seine Karriere bei der Deutschen Seereederei (DSR). Thamm bekleidete dort verschiedene Positionen und blieb auch nach der Privatisierung der DSR beim Unternehmen. Dabei war er entscheidend am Aufbau der Kreuzfahrtmarke AIDA beteiligt. Nachdem Verkauf der Marke an die britische Kreuzfahrtreederei P&O Princess Cruises 1999 und der Übernahme dieser Reederei durch die US-amerikanische Carnival Corporation 2003 wurde Thamm im Juni 2004 Vorsitzender der Geschäftsführung der Marke.
Ab dem 1. Juli 2012 war er als Nachfolger von Pier Luigi Foschi CEO von Costa Crociere, der operativen Muttergesellschaft von AIDA Cruises im Carnival-Konzern, womit er auch weiterhin für die Marke zuständig war und zusätzlich die Aufsicht über die namensgebende zweite Marke Costa Crociere sowie die 2014 eingestellte spanischsprachige Marke Ibero Cruceros erhielt. In dieser Funktion koordinierte er unter anderem die Bergung der im Januar 2012 havarierten Costa Concordia. Im Januar 2017 übernahm er zusätzlich den Posten des CEOs für Carnival Asia, das Asien-Geschäft der Carnival Corporation.
2019 wurde Thamm zum Vorsitzenden der Branchenvereinigung Cruise Lines International Association (CLIA) in Europa gewählt. Er ist außerdem Mitglied im Executive Committee des European Cruise Council, einer Vereinigung, die ebenfalls die Interessen europäischer Kreuzfahrt-Reedereien vertritt.
Während der COVID-19-Pandemie, die auch auf die Kreuzfahrtbranche schwere Auswirkungen hatte, wurde Thamm im Rahmen von größeren personellen Umbauten bei den Marken des Carnival-Konzerns zusätzlich zum General Manager der Costa-Gruppe ernannt.
Am 6. April 2023 gab der Präsident der Carnival Corporation, Josh Weinstein, überraschend bekannt, dass Thamm als CEO von Costa Crociere abgetreten sei und das Unternehmen verlassen habe. Der Posten solle nicht neu besetzt werden. Stattdessen berichten nun die Präsidenten der beiden untergeordneten Marken direkt an den Mutterkonzern.

## Auszeichnungen
- North European Cruise Personality of the Year 2011[8]
- Negativpreis Dinosaurier des Jahres 2011 des Naturschutzbundes Deutschland (NABU) stellvertretend für AIDA Cruises, gemeinsam mit Richard Vogel, dem Vorsitzenden von TUI Cruises, stellvertretend für sein Unternehmen[9]